# Jaime Ucar
Jaime Ucar punog imena  Jaime Roberto Ucar Ferreiro  (Montevideo, 24. rujna 1915.) bio je urugvajski mačevalac koji se natjecao na Olimpijskim igrama.
Nastupio je u disciplinama floret pojedinačno i floret momčadski na Olimpijskim igrama 1948. u Londonu.